# Fårösunds GoIK
Fårösunds GoIK, Fårösunds Gymnastik och Idrottsklubb, är en idrottsförening från Fårösund på Gotland, bildad 17 augusti 1932. Föreningen har sektioner för badminton, bordtennis, fotboll och gymnastik. Föreningen har tidigare även utövat gotländsk idrott, handboll, orientering och tyngdlyftning, där föreningen varit särskilt framgångsrik med SM-medaljer i den sistnämnda idrotten.

## Klubbdräkt
Traditionellt sett har de olika sektionerna burit skilda dräktfärger. I friidrott vit tröja och röd byxa med vita revärer och i fotboll svartgrön tröja och vit byxa medan man i handboll bar rödbrun tröja med vit byxa och i tyngdlyftning iklädde sig svart tröja. I fotboll har dressen dock bytts ut mot rödvitrandig tröja, röd byxa och röda strumpor.

### Matchdräkter
| Fotboll, nutida | Fotboll, historisk | handboll, historisk |

## Fotboll
Fårösund deltog i seriespel för första gången säsongen 1940/1941 och spelade fram till och med säsongen 1980 i lokala Gotlandsserier. Till säsongen 1981 steg FGoIK till division IV Gotland och genom att vinna den serien 1983 en poäng före Visby AIK tog man steget upp till division III, dåtidens tredjedivision, motsvarande nutida division I. Laget gjorde väl ifrån sig i div. III Norra Svealand 1984 mot storklubbar som Sirius, Väsby och Enköpings Sport men missade nytt kontrakt med snöpliga en poängs marginal. Laget tillhörde sedan fjärdedivision (-1986 division IV, 1987-2005 division III) 1985-1987 och ånyo 1998 samt 2002. Seniorlaget har på senare år hanterats gemensamt med Lärbro IF under beteckningen "Fårösund/Lärbro".